# George Marsh
George Marsh (Pembury, 5 de noviembre de 1998) es un futbolista británico que juega en la demarcación de centrocampista para el Larne F. C. de la NIFL Premiership.

## Biografía
Tras empezar a formarse como futbolista en la disciplina del Tottenham Hotspur F. C., finalmente en septiembre de 2018 ascendió al primer equipo. Hizo su debut el 4 de enero de 2019 contra el Tranmere Rovers F. C. en la FA Cup tras sustituir en el minuto 65 a Son Heung-min, en un encuentro que finalizó con un resultado de 0-7 a favor del conjunto londinense tras los goles de Harry Kane, Son Heung-min, un doblete de Serge Aurier y un hat-trick de Fernando Llorente.
En agosto de 2019 fue cedido al Leyton Orient F. C. hasta enero de 2020, alargándose posteriormente hasta final de temporada. Al término del curso 2020-21 abandonó definitivamente el Tottenham para recalar en el A. F. C. Wimbledon. En este equipo jugó más de sesenta partidos en dos años.
El 27 de agosto de 2024, tras una campaña en el AEL Limassol chipriota, regresó al Reino Unido después de fichar por el Larne F. C.

## Clubes
| Club                         | País              | Año       | Partidos | Goles |
| ---------------------------- | ----------------- | --------- | -------- | ----- |
| Tottenham Hotspur F. C.      | Inglaterra        | 2019      | 1        | 0     |
| Leyton Orient F. C. (cedido) | Inglaterra        | 2019-2020 | 29       | 0     |
| AFC Wimbledon                | Inglaterra        | 2021-2023 | 61       | 0     |
| AEL Limassol                 | Chipre            | 2023-2024 | 26       | 0     |
| Larne F. C.                  | Irlanda del Norte | 2024-     |          |       |